# Saskia Sassen

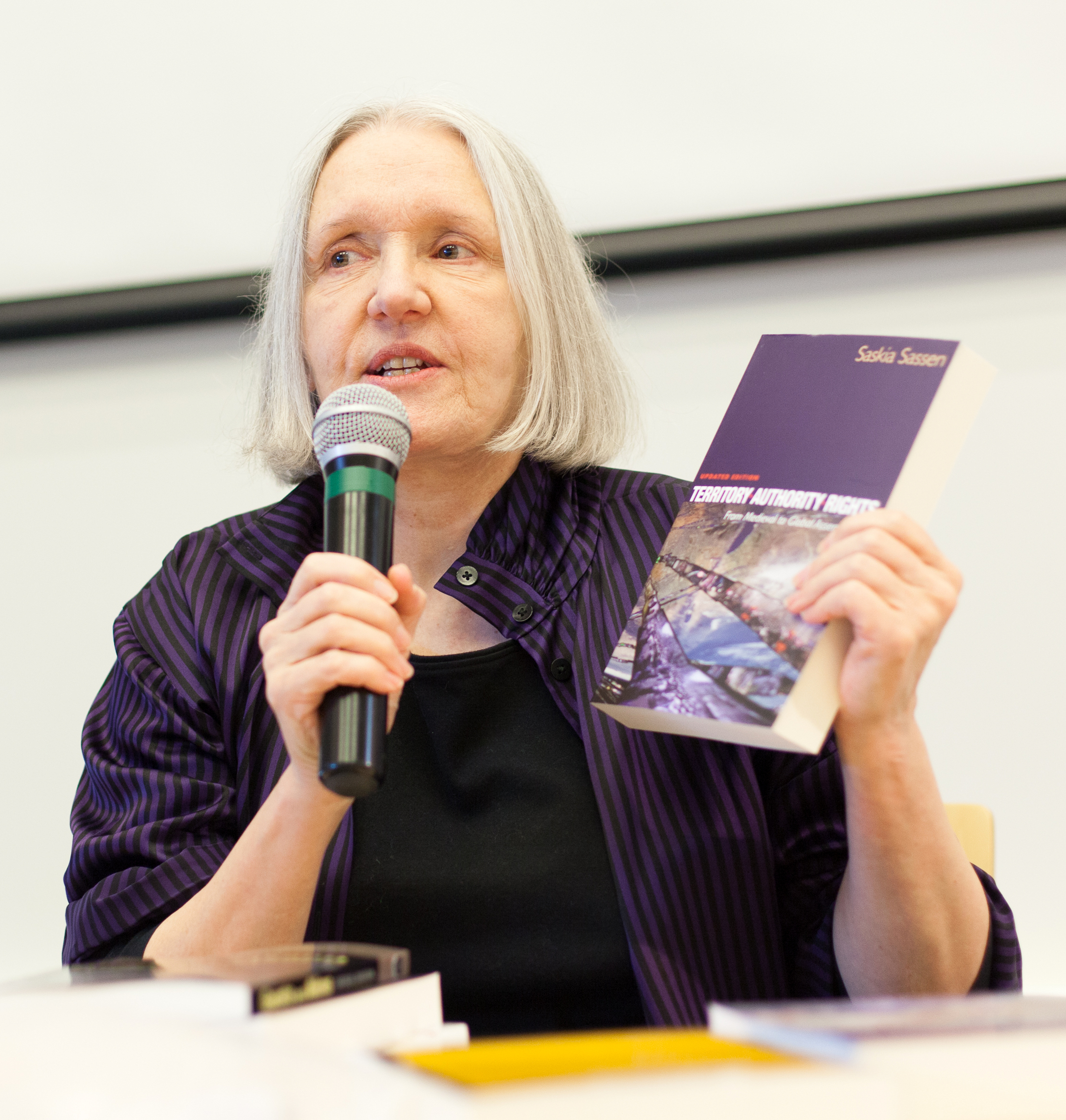
Saskia Sassen, 2012

Saskia Sassen (* 5. Januar 1947 in Den Haag, Niederlande) ist eine US-amerikanische Soziologin und Wirtschaftswissenschaftlerin. Sie ist bekannt für ihre Analysen über die Globalisierung und über internationale Migration. Sie ist zurzeit Professorin der Soziologie an der Columbia University und Gastprofessorin an der London School of Economics. Sassen prägte den Begriff „global city“. Sie ist mit dem Soziologen Richard Sennett verheiratet.

## Leben
Geboren in den Niederlanden als Tochter des Niederländers Willem Sassen, der mit der deutschen Besatzung in den Niederlanden als Waffen-SS-Angehöriger kollaboriert hatte, wuchs Saskia Sassen seit November 1948 in Buenos Aires auf, wohin ihr Vater geflohen war. Einen Teil ihrer Jugend verbrachte sie in Italien. Sie studierte Philosophie und Politikwissenschaft an der Universität Poitiers, Frankreich, der Università di Roma und der Universidad de Buenos Aires. Ab 1969 studierte sie Soziologie und Ökonomie an der University of Notre Dame, Indiana.
Von 1980 bis 1990 zählte sie zu den profiliertesten Autorinnen zum Thema Soziologie der Stadtentwicklungen. Sie forschte zu Prozessen der Globalisierung und den Wanderungsbewegungen von Arbeit und Kapital sowie zu dem Einfluss moderner Kommunikationsmittel. Sassen beobachtete, wie Nationalstaaten ihren Einfluss auf Entwicklungen in der Arbeitswelt und Finanzwirtschaft verlieren. Besonders beschäftigte sie sich mit transnationalen Wanderungsbewegungen. Dabei beschrieb sie das Phänomen der so genannten global city („globale Stadt“).

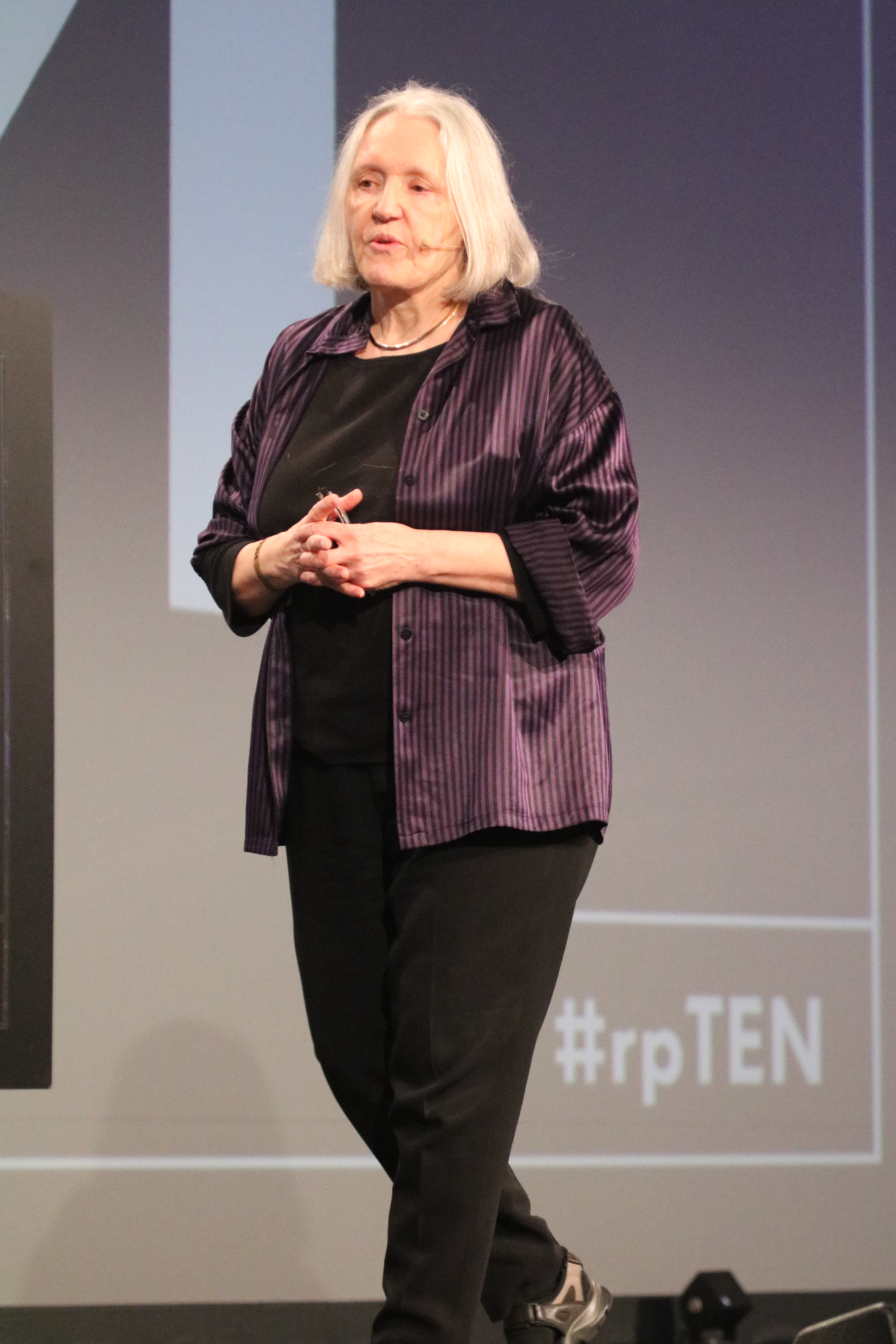
Saskia Sassen re:publica 2016

Sassen ist Mitglied im Club of Rome und seit 2004 auswärtiges Mitglied der Academia Europaea. Im Jahr 2011 erhielt sie die Luhmann-Gastprofessur der Fakultät für Soziologie der Universität Bielefeld. Seit Mai 2011 ist sie Mitherausgeberin der politisch-wissenschaftlichen Monatszeitschrift Blätter für deutsche und internationale Politik. 2013 wurde sie mit dem Prinz-von-Asturien-Preis für Sozialwissenschaften ausgezeichnet. Sie ist Mitglied der 2016 gegründeten Bewegung Demokratie in Europa 2025 (DiEM25).
Seit der amerikanischen Übersetzung von Bettina Stangneths Aufarbeitung der Tonbandprotokolle Adolf Eichmanns, die Sassens Vater in geschichtsrevisionistischer Absicht in den 50er Jahren in Argentinien aufgenommen hatte, steht Saskia Sassen in der Kritik ihrer New Yorker Freunde, denen sie ihren Vater unbedarft vorgestellt hatte. Sassen entgegnete, dass ihr Vater Hitler verachtet habe.
2016 war sie am Kapitalismustribunal in Wien beteiligt.

## Publikationen
- Saskia Sassen: "Dominant cities replaced by multiple city networks." (Memento vom 1. Mai 2012 im Internet Archive). In: The Wealth Report 2012
- Saskia Sassen: Stoppt die Regierung! Das Parlament wird schwächer, die Exekutive in westlichen Staaten immer stärker – das gefährdet die liberale Demokratie. In: Die Zeit. 13. Januar 2011, abgerufen am 13. Januar 2011.
- Saskia Sassen: Das Paradox des Nationalen. Territorium, Autorität und Rechte im globalen Zeitalter. Suhrkamp Verlag, Frankfurt am Main 2008, ISBN 3-518-41937-4.
- Saskia Sassen: A Sociology of Globalization. University of Chicago and London School of Economics, 2007, ISBN 978-0-393-92726-9.
- Saskia Sassen: Beitrag in: archplus 180: Convertible City, ARCH+ Verlag, Aachen/Berlin 2006,  ISBN 3-931435-09-1.
- Saskia Sassen: Beitrag in: Die Stadt als Perspektive Ostfildern: Hatje Cantz, 2006  ISBN 3-7757-1802-8.
- Saskia Sassen: Beitrag in: Arbeit, Revolver, Frankfurt 2005, ISBN 3-86588-154-8.
- Saskia Sassen: Die entfesselte Exekutive. Globalisierung und liberaler Staat, In: Blätter für deutsche und internationale Politik, 4/2005.
- Saskia Sassen: Die Dialektik von Welt und Nation. Zur Transformation von Territorium, Autorität und Recht In: Blätter für deutsche und internationale Politik, 6/2007.
- Saskia Sassen: Denationalization: Territory, Authority and Rights in a Global Digital Age. Princeton University Press, Princeton 2005.
- Patricio Navia y Marc Zimmerman, Saskia Sassen [et al.]: Las ciudades latinoamericanas en el nuevo (des)orden mundial. México, D.F. : Siglo XXI, 2004. Series: Sociología y política, ISBN 968-23-2453-X.
- Saskia Sassen: Global networks, linked cities , Routledge, New York 2002, ISBN 0-415-93162-2.
- Saskia Sassen: Beitrag in: Daheim in fremden Ländern – Frauen stellen sich vor Info-Verlag, Karlsruhe 2001, ISBN 3-88190-271-6.
- Saskia Sassen: The global city : New York, London, Tokyo 2d ed. Princeton University Press, Princeton, N.J. 2001, ISBN 0-691-07063-6.
- Saskia Sassen: Machtbeben (Aufsätze) DVA, Stuttgart 2000, ISBN 3-421-05362-6.
- Steve Bradshaw: City life [videorecording], TVE. Oley, PA : Bullfrog Films, copyright 2001. Series: City life 1. Videorecording, interviewed on São Paulo, Brazil. ISBN 1-56029-927-4.
- Saskia Sassen: Ausgrabungen in der Global City In: Albert Scharenberg (Hrsg.): Berlin: Global City oder Konkursmasse? Eine Zwischenbilanz zehn Jahre nach dem Mauerfall, Dietz Verlag, Berlin 2000, S. 14–26.
- Saskia Sassen: Cities in a world economy Thousand Oaks, Calif. : Pine Forge Press. Series: Sociology for a new century. 2d ed.2000 ISBN 0-7619-8666-9.
- Saskia Sassen: Cities: between global actors and local conditions College Park, MD. : Urban Studies and Planning Program, University of Maryland, copyright 1999. The 1997 Lefrak monograph..
- Saskia Sassen: Globalization and its discontents. Essays on the New Mobility of People and Money. New York: New Press 1998. ISBN 1-56584-518-8.
- Saskia Sassen: Losing control? Sovereignty in An Age of Globalization. New York: Columbia University Press 1996. University seminars / Leonard Hastings Schoff memorial lectures. ISBN 0-231-10608-4.
- Saskia Sassen: Transnational economies and national migration policies. Institute for Migration and Ethnic Studies, University of Amsterdam 1996. ISBN 90-5589-038-3.
- Saskia Sassen: The De-facto Transnationalizing of Immigration Policy. Florence: Robert Schuman Centre at the European University Institute (also as Beyond Sovereignty: De-Facto Transnationalism in Immigration Policy. In: European Journal of Migration and Law, 1, 1999, S. 177–198)..
- Saskia Sassen: Migranten, Siedler, Flüchtlinge. Fischer, Frankfurt 1996, ISBN 3-596-60138-X; englisch: Guests and aliens. New York: New Press, 1999. ISBN 1-56584-608-7 (auch ins Italienische und Schwedische übersetzt).
- Saskia Sassen: Cities in a World Economy. Thousand Oaks, Calif.: Pine Forge Press. 1st ed. 1994 ISBN 0-7619-8666-9; deutsch: Metropolen des Weltmarkts Frankfurt: Campus, 1996, ISBN 3-593-35459-4.
- Saskia Sassen: The Global City: New York, London, Tokyo. Princeton: Princeton University Press. 1st ed. 1991 ISBN 0-691-07063-6.
- Saskia Sassen (mit Robert Smith):1991: Post-industrial employment and third world immigration : casualization and the new Mexican migration in New York Columbia University, Institute of Latin American and Iberian Studies, Papers on Latin America #26, New York, N.Y. 1991.
- Saskia Sassen (mit María Patricia Fernández-Kelly): A collaborative study of hispanic women in the garment and electronics industries: executive summary presented to the Ford, Revson and Tinker foundations. Distributed by the Center for Latin American and Caribbean Studies, New York University,New York, N.Y. 1991.
- Saskia Sassen: The Mobility of Labor and Capital. A Study in International Investment and Labor Flow. Cambridge University Press,Cambridge 1988 ISBN 0-521-38672-1.
- Saskia Sassen: New York City's informal economy. University of California, Los Angeles, Institute for Social Science Research, Series: ISSR working papers in the social sciences; Los Angeles, Calif. 1988-89, vol. 4, no. 9..
- Saskia Sassen (als Saskia Sassen-Koob): The new labor demand: conditions for the absorption of immigrant workers in the U.S. New York 1983: Unesco.
- Saskia Sassen (als Saskia Sassen-Koob): Exporting Capital and Importing Labor. The Role of Caribbean Immigration to New York City. New York University, Faculty of Arts and Science, Center for Latin American and Caribbean Studies, New York 1981..
- Saskia Sassen (als Saskia Sassen-Koob): Non-dominant ethnic populations as a possible component of the U.S. political economy: the case of blacks and Chicanos Dissertation, University of Notre Dame, 1974.